# Náhorní plošina Käma

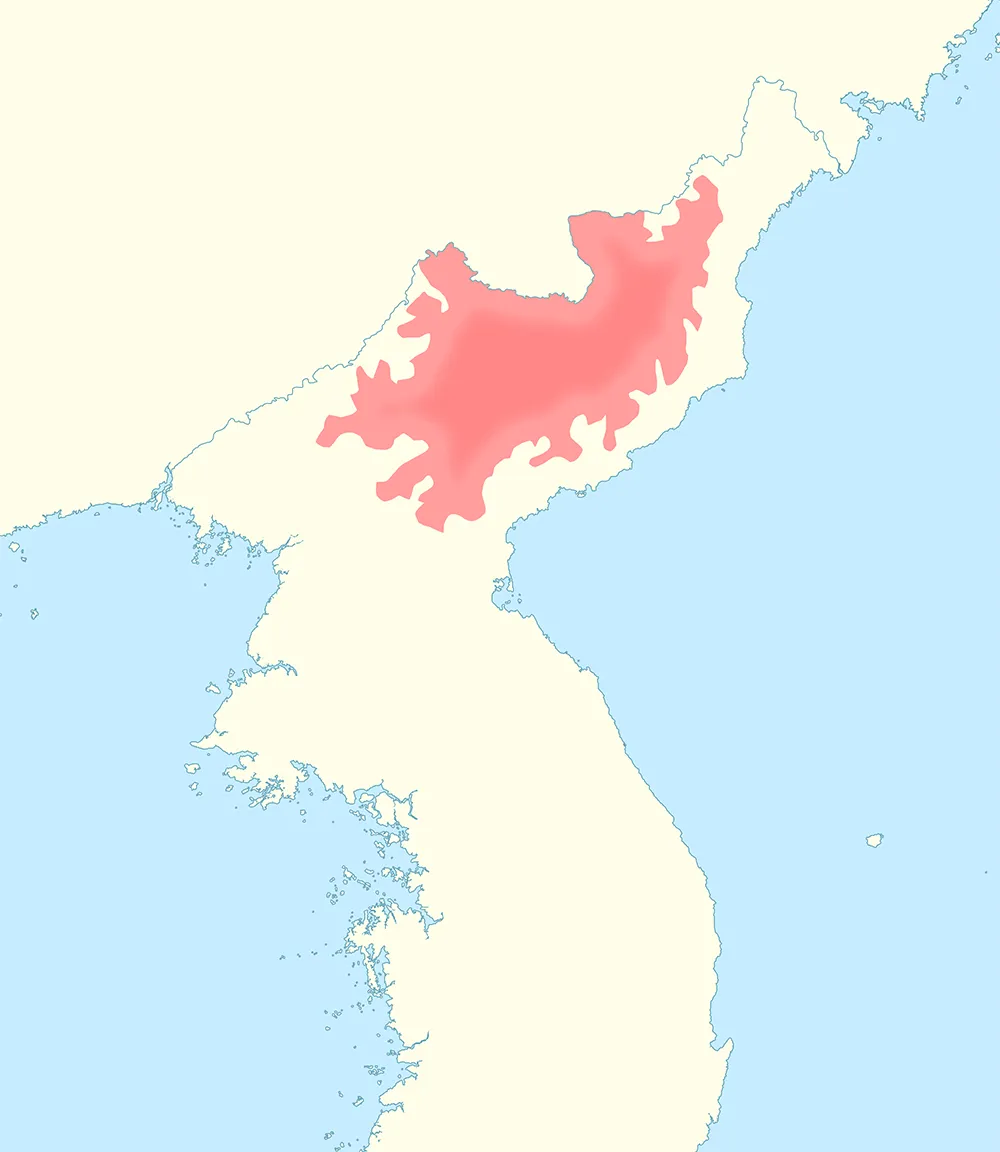
Náhorní plošina Käma - mapa

Náhorní plošina Käma (Kaema platau, 개마고원, 蓋馬高原) je vysočinou nacházející se na území Severní Koreje. Je obklopena pohořím Mačchŏjŏng, pohořím Rangrim (též Nangrim) a pohořím Pudžŏnrjŏ. Nadmořská výška se pohybuje mezi 700 až 2 000 m n. m., rozlohou čítá až 40 000 km2. Náhorní plošina Käma se svažuje k severní hranici Čínské lidové republiky a je největší korejskou plošinou, často přezdívána „Střecha Koreje“. Na území Severní Koreje je náhorní plošina Käma dělena na náhorní plošinu Käma, Čagang a Pägmu (v Musanu), takto se náhorní plošina rozkládá na ploše 14 300 km2. Ještě zhruba před jedním milionem let, než se zvedla do své současné výšky, byla poměrně plochá náhorní planina Käma součástí Mandžuských planin. Tou dobou ale z hory Pektu vytryskl čedič, který stékal až na území dnešního severokorejského autonomního okresu Čchangdžin a zablokoval tak trasu řek Hočchon a Čchangdžin, tehdy přítoky řeky Sungari. Řeky Hočchon a Čchangdžin byly nuceny odklonit svou trasu a vlévat se tak do řeky Jalu, která v následujících tisíciletích vytvořila na území říční údolí. V některých jižních částech planiny ale dodnes obstál rovinatý terén.

## Podnebí
Jedná se o jednu z nejchladnějších oblastí Korejského poloostrova s nadmořskou výškou dosahující až 1500 m n. m. Během zimních měsíců zde může teplota klesnout až do −40 °C a průměrná teplota se pohybuje okolo -17 °C.

## Flora a fauna
Podnebí ani terén nejsou vhodné k lidskému osidlování, a tak zůstává flora a fauna plošiny Käma téměř nedotčená. Oblast je známým domovem mnoha vzácných a ohrožených zvířat jako např. tygrů ussurijských, levhartů mandžuských, rysů, vlků, medvědů, dhoulů nebo charz žlutohrdlých. V okolních lesích se vyskytují poddruhy divokých prasat a jelenů. Mezi další obyvatele tohoto území patří i spousta divokých ptáků, jako např. tetřívci obecní, sovy nebo datli.